# M/Y Eystra
M/Y Eystra är en salongsbåt från 1931, som ritades av Carl Gustaf Pettersson, alternativt Carl Albert Fagerman och byggdes på Sjöexpress varv i Lidingö.
M/Y Eystra byggdes som Pajazzo för Alfred Bovik, Konservfabriksägare och Dansk vicekonsul, i Lysekil. Hon ägdes 1945–1949 av läkaren Arthur Kaijser i Sandhamn och hette då Wotan. Holger Diener i Göteborg var ägare 1949–1951, och döpte henne då till Eystra (ögonsten).
M/Y Eystra är k-märkt av Sjöhistoriska museet i Stockholm.

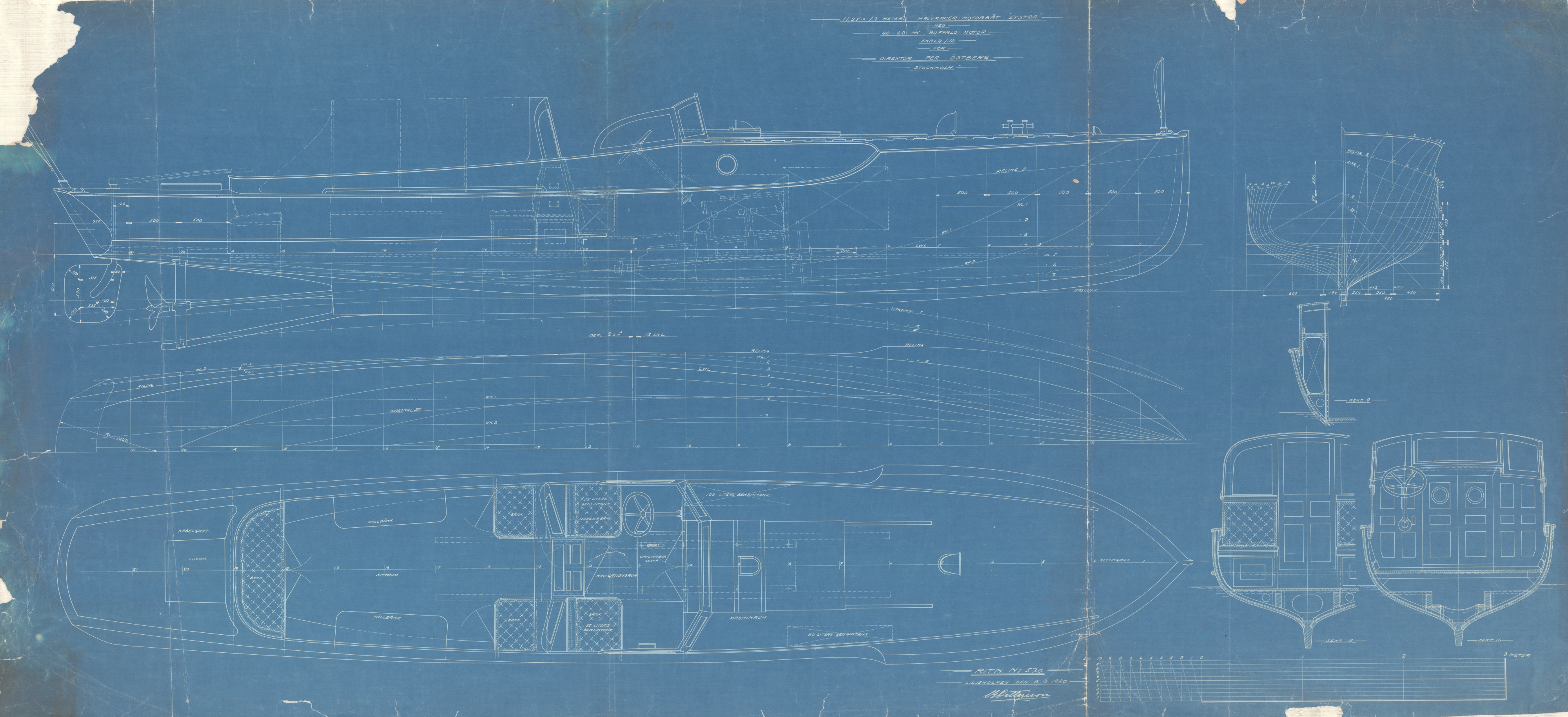
MY Eystra, ritning